# Акула біла
Кархародон, аку́ла бі́ла, також велика біла акула (Carcharodon carcharias) — вид хрящових риб єдина сучасна з роду білих акул родини оселедцевих акул. Відомий також 1 викопний вид — Carcharodon hubbelli. Зустрічається в поверхневих прибережних і відкритих водах всіх океанів Землі (крім Північного Льодовитого). Біла акула є однією з найбільших хижих риб на Землі. У середньому вони виростають до 4,6 м завдовжки, хоча були зареєстровані зразки більше 6 м і вагою до 1900 кг. Статева зрілість у самиць настає у віці 12-14 років, а у самців — 9-10 років. Тривалість життя оцінюється приблизно в 27 років Раціон в основному складається з морських ссавців. Крім того, вона полює на різноманітних риб і морських птахів. Це найнебезпечніший для людини вид акул, саме їй приписують більшість нападів на людей.
Раритетний вид риб, занесений до Червоного списку МСОП та інших природоохоронних документів. Знаходиться на межі зникнення — на Землі їх близько 3500 особин.
У бестселері Пітера Бенчлі і поставленому за його мотивами блокбастері Стівена Спілберга «Щелепи» біла акула зображена у вигляді зухвалого людожера; проте насправді люди не є найкращою здобиччю цього виду.

## Систематика і походження
Першу наукову назву, Squalus carcharias, білій акулі дав Карл Лінней у 1758. Після цього виду присвоювалися й інші назви. Сер Ендрю Сміт у 1833 році присвоїв родову назву Carcharodon, яке походить від слів грец. καρχαρίας — «акула» і ὀδούς — «зуб». Остаточна сучасна наукова назва (Carcharodon carcharias) склалося в 1873, коли вид був переведений з роду Squalus в рід Carcharodon.
Біла акула належить до родини оселедцевих акул, яке включає три сучасних роди — Carcharodon, Isurus і Lamna. Carcharodon carcharias — єдиний, що дожив до наших днів, вид роду Carcharodon (за викопними рештками описано ще кілька видів). Більшість цих решток є окремими зубами, які відносяться до кінця міоцену — початку пліоцену, тобто мають вік понад 5 млн років, а найдавніші — 15 млн років.
Оскільки основним джерелом вивчення викопних акул є їх скам'янілі зуби, встановлення шляхів еволюції білої акули пов'язано з деякими труднощами. За версією, що одержала найбільше визнання на сьогоднішній день, предком білої акули був Isurus hastalis — вимерлий вид акули-мако (іноді його відносять до роду Cosmopolitodus). Практично єдина відмінність зубів білої акули від зубів даного виду — наявність зазубрин по краях. Популярна в минулому версія про близьку спорідненість білої акули і знаменитого мегалодона тепер має мало прихильників. Відповідно до сучасної точки зору вони належать до різних родин, а їх останній спільний предок жив ще в мезозої.
У 2012 році дослідники з Флоридського Університету опублікували опис щелеп і зубів викопної акули Carcharodon hubbelli. Цей вид розглядається як перехідна форма між акулами-мако і сучасною білою акулою. Ці викопні рештки були виявлені ще в 1988 році в формації Піско в Перу, їх вік оцінюється приблизно в 6,5 млн років.
Еволюційні зв'язки білої акули та інших сучасних і вимерлих видів оселедцевих акул залишаються багато в чому незрозумілими. Предком цієї групи, ймовірно, була Isurolamna inflata, що жила приблизно 65-55 млн років тому і мала невеликі вузькі зуби з гладкими краями і двома бічними зубчиками. У цій родині спостерігалася тенденція до збільшення зубів в ході еволюції, а також до їх зазубрюванню і зростанню їх відносної ширини, що знаменує перехід від хапальної функції зубів до ріжучої і рвучої. У результаті в ході еволюції з'явилися характерні зуби сучасної білої акули.

## Розповсюдження і місця проживання

### Ареал
Білі акули мешкають у відкритому океані і прибережних водах континентального і острівного шельфів з температурою 12-24 °C, зазвичай ближче до поверхні води, населяючи райони прибережжя помірного клімату. Деякі великі особини з'являються і в тропічних водах, крім того, вони регулярно здійснюють тривалі трансокеанічні подорожі. Цей вид зустрічається і на пристойній глибині — зафіксовано випадок вилову білої акули на 1280 метрах донними знаряддями вилову разом з Hexanchus griseus. Спостереження показують, що принаймні великі особини переносять досить широкий спектр температур навколишнього середовища — від холодних морів і океанського дна до узбережжя тропіків. Водночас особини менших розмірів (менше 3 м) частіше зустрічаються в помірних широтах.

### Райони проживання
Основні центри скупчення білої акули — це прибережні води американського штату Каліфорнія та мексиканського півострова Каліфорнія, Австралії і Нової Зеландії, Південно-Африканської Республіки та, колись, Середземне море. Одна з найчисельніших популяцій білих акул мешкає навколо Дайер-Айленд, ПАР, саме там проводилися практично всі дослідження цього виду.
Її можна зустріти в районі Східного узбережжя США, біля берегів Куби, Багамських Островів, Аргентини, Бразилії; у Східній Атлантиці — від Франції до ПАР; в Індійському океані біла акула з'являється в Червоному морі, біля берегів Сейшел, а також у острова Реюньйон і у водах Маврикія; в Тихому океані — від Далекого Сходу до Нової Зеландії і західного узбережжя Америки.
Білі акули, як правило, патрулюють невеликі архіпелаги, населені ластоногими (тюленями, морськими левами і моржами), рифи, мілини і кам'янисті миси, оточені вузьким континентальним або острівним шельфом. Вони цілеспрямовано рухаються у поверхні або у дна.

### Міграції
Довгий час вважалося, що хоча самці білих акул здатні іноді переміщатися між різними популяціями, самки воліють залишатися у рідного узбережжя все життя. Проте дослідження показали, що білі акули здійснюють не тільки регулярні переміщення уздовж берегів, але і трансокеанічні переходи, повертаючись до одних і тих же місць. Причому мігрують як самки, так і самці.
Відповідно до проведених досліджень білі акули, які населяють прибережні води Каліфорнії, мігрують між Нижньої Каліфорнією і Гаваями (ця область отримала назву «Уайт Шарк Кафе»), проводячи там не менше 100 днів, перш ніж повернутися в Нижню Каліфорнію. На зворотному шляху вони повільно пливуть і опускаються на глибину близько 900 м. Після повернення акули здійснюють короткі занурення на глибину близько 300 м тривалістю до 10 хвилин. Одна особина, позначена біля берегів ПАР, здійснила подорож до південного узбережжя Австралії і повернулася назад через рік. У схожому дослідженні біла акула здійснила подорож від берегів ПАР до північного узбережжя Австралії і повернулася назад через 9 місяців, пройшовши в цілому 20 000 км. Ці спостереження дають можливість припустити перетин між різними популяціями білих акул, які раніше вважалися ізольованими. Проте, причини, з яких акули здійснюють міграції, на сьогоднішній день залишаються невідомими. Можливо, така поведінка пов'язана з сезонною появою здобичі або розмноженням.

## Анатомія і зовнішній вигляд
У білої акули велика голова конічної форми. Верхня і нижня лопаті хвостового плавця мають однакову ширину (як і у більшості оселедцевих акул). Черево забарвлене в білий колір, спина і боки сірі (іноді з коричневим або синім відтінком). Таке забарвлення ускладнює виявлення акули. Якщо дивитися зверху, темна тінь розчиняється в товщі моря, при погляді знизу силует акули малопомітний на тлі світлого неба, а при погляді збоку тулуб позірно розпадається на темну і світлу частину. У білих акул є три ряди зубів. Краї зубів зазубрені, і коли акула кусає і трясе головою з боку в бік, зуби як пила ріжуть і відривають шматки плоті.
У білих акул щільне сигароподібне тіло і 5 пар довгих зябрових щілин. Рот зігнутий у вигляді широкої дуги. Перший спинний плавець має форму трикутника, його основа починається позаду основи грудних плавців. Грудні плавці великі, довгі, серпоподібної форми. Другий спинний і анальний плавці крихітні, анальний плавець розташований перед другим спинним плавцем. На хвостовому стеблі є кілі. Біля верхнього краю хвостового плавця є вентральна виїмка.

## Розміри
Розмір типової дорослої особини білої акули — 3,7-4,9 метрів. Самки, як правило, більші за самців. Найбільша зареєстрована вага (1878 кг) мала самка довжиною 5,4 м, спіймана в вересні 1986 року біля берегів Пойнт-Вінсент. Максимальний розмір білої акули є гаряче обговорюваною темою. Річард Елліс і Джон Е. МакКоскер, визнані наукові експерти з акул, присвятили цьому питанню цілий розділ у своїй книзі «Велика біла акула» (1991), в якій вони проаналізували різні повідомлення про максимальні розміри акул.
Елліс і МакКоскер визначили розмір найбільшого екземпляра, довжина якого була достовірно виміряна, в 6,4 метра. Він був спійманий в кубинських водах в 1945. Проте і в цьому випадку є експерти, які стверджують, що акула насправді була на кілька футів коротше. Непідтверджена вага цієї кубинської акули склала 3324 кг.
Згідно з іншим дослідженням 2001 року, в травні 1987 року біля острова Кенгуру, Австралія, була спіймана біла акула довжиною понад 7 м, проте вона не була точно виміряна, збереглися лише фотографії голови, відрубаної по другу пару зябрових щілин, і грудних плавців. Рибак, який спіймав акулу, виміряв довжину голови до першої зябрової щілини, вона склала 153 см, що відповідає загальній довжині тіла близько 645 см. Ще один великий екземпляр був спійманий в 1982 році біля берегів Дакара, Сенегал. На жаль, ні виміряти, ні сфотографувати акулу не вдалося, проте, за словами іхтіолога і фахівця з акул Дж. Морено, який був свідком, її довжина перевищувала 8 метрів. Щелепи були продані за 1000 доларів.

## Адаптації
Подібно іншим акулам, білі акули володіють органами відчуттів, які називаються ампули Лоренцині. Вони дозволяють їм вловлювати електромагнітне поле, створюване тваринами. При кожному русі живий організм генерує електричне поле. Навіть серцебиття створює слабкий електричний імпульс, який акула, перебуваючи досить близько, може засікти. У більшості риб подібна, але менш розвинена здатність забезпечується бічною лінією. Спостереження за самкою білої акули довжиною 2,3 м і вагою 136 кг, що знаходилася в неволі протягом 72 годин в 1980 році в акваріумі Стейнхарта (Сан-Франциско), показали, що вона була здатна вловити різницю електричного потенціалу між двома вікнами акваріума всього в 125 мікровольт. Така висока чутливість створює труднощі при утриманні цих акул в неволі, оскільки в обмеженому просторі вона дезорієнтує, і вони починають битися об стінки басейну. Проте ця чутливість дозволяє їм успішно виживати в дикій природі. Наприклад, ластоногі, які є улюбленою здобиччю білих акул, часто населяють порівняно молоді з геологічної точки зору скелясті острови. Багато з цих островів виникли в результаті тектонічної активності, і в їх околицях часто спостерігаються аномалії магнітного поля. За цими аномаліями білі акули можуть орієнтуватися в пошуках здобичі (подібно молотоголовим акулам, які вночі виявляють місця скупчення здобичі у морі Кортеса).
Для того щоб успішно полювати на таку швидку і рухому здобич, як морські леви, білі акули здатні підтримувати підвищену в порівнянні з навколишнім середовищем температуру тіла. Для цього служить Rete mirabile (з латини перекладається як «чудесна мережа»). Це щільний комплекс, що складається з вен, артерій і капілярів, що пролягають з боків тулуба. Він дозволяє утримувати тепло, підігріваючи холодну артеріальну кров за рахунок венозної крові, розігрітої роботою м'язів. Таким чином акула підтримує вищу температуру деяких частин тіла, зокрема, шлунка. Різниця з температурою навколишньої води може складати до 14 °C, тоді як серце і зябра залишаються холодними. Здатність білої акули підвищувати температуру тіла, ймовірно, є прикладом гігантотермії і ендотермічної пойкілотермії, оскільки температура непостійна і регулюється внутрішньо.

### Сила укусу
У 2007 році Університет Нового Південного Уельсу, Сідней, провів дослідження акулячого черепа методом комп'ютерної томографії, на підставі якого була створена модель, що дозволяє оцінити силу і динаміку укусу. У 2008 році був проведений експеримент, який дозволив оцінити міць акулячих щелеп. Було виявлено, що сила укусу білої акули довжиною 2,5 м і масою 240 кг може досягати 3131 Н, тоді як у акули довжиною 6,4 м і масою 3324 кг вона становить 18216 Н.
Її відносний коефіцієнт сили укусу становить 164, тоді як у тасманійського диявола він дорівнює 181, а у нільського крокодила — 440. Втім, враховуючи гостроту зубів, акулам немає потреби кусати в повну міць.

## Спосіб життя
Поведінка і соціальна структура білих акул ще недостатньо вивчені. У водах ПАР спостерігається ієрархічне домінування за статтю, розміром і резидентністю: самки домінують над самцями, великі акули — над дрібними, резидентні — над новачками. Під час полювання білі акули зазвичай поділяються і вирішують конфлікти за допомогою ритуалів і демонстративної поведінки. Вони рідко вступають в бійку один з одним, хоча на тілі окремих особин знаходили сліди зубів одноплемінників. Ймовірно, коли одна акула підпливає до іншої занадто близько, та може завдати їй попереджувальний укус, крім того, білі акули можуть демонструвати свою домінантність за допомогою укусів.
Білі акули — одні з небагатьох акул, які регулярно піднімають голову над поверхнею води, щоб озирнутися в пошуках здобичі. Така поведінка характерна також для мальгаської нічної акули. Існує версія, що акули таким способом краще вловлюють запахи, оскільки в повітрі вони поширюються швидше, ніж у воді. Білі акули дуже цікаві, демонструють кмітливість і вдаються до спілкування, якщо того вимагає ситуація. До берегів Сил-Айленд, ПАР, вони щороку припливають і спливають стабільними групами, до складу яких входять від 2 до 6 особин. Невідомо, чи існують між членами груп родинні зв'язки, але по відношенню один до одного вони поводяться досить мирно. Ймовірно, соціальна структура подібних груп найбільш порівнянна з вовчою зграєю; кожен член зграї має встановлений статус, в групі є альфа-лідер. При зустрічі члени різних груп акул визначають соціальний ранг, не вдаючись до насильства.
Білі акули стоять на вершині харчової піраміди. У них практично немає ворогів у природі. Для невеликих білих акул можуть становити небезпеку більші одноплемінники і косатки. У 1997 році на Фараллонових островах група спостерігачів за китами стала свідком полювання косатки на велику білу акулу, яку вона в підсумку вбила.
На білих акулах паразитують веслоногі раки Pandarus sinuatus і Pandarus smithii.

### Живлення
Білі акули полюють в основному в денний час. Вони харчуються рибою, наприклад, тунцями, скатами та іншими акулами, китовими (дельфіни, кити, морські свині), ластоногими (тюлені, морські котики, морські леви), морськими черепахами, морськими видрами і птахами. Не оминають стороною і туші мертвих китів. Був зареєстрований випадок, коли білі акули об'їдали тушу мертвого кита разом з тигровими акулами. Крім того, відомо, що білі акули проковтують предмети, які вони не в змозі переварити. Молоді акули харчуються в основному дрібною рибою. Особини довжиною понад 4 м полюють в основному на морських ссавців. Білі акули полюбляють калорійний харч з високим вмістом жиру. Експерт з акул Пітер Клімлі використовував на своєму човні механізм з котушковим вудилищем, до якого прикріпив туші тюленя, свині та вівці, і методом троллінгу протягнув їх у воді біля Фараллонових островів. Акули атакували всі три приманки, але не стали їсти тушу вівці.
Біля берегів Сил-Айленда білі акули полюють в основному вранці, протягом 2 годин після підйому сонця, коли видимість ще погана. В цей час їх атаки завершуються успішно в 55 % випадків, тоді як пізнім ранком ефективність падає до 40 %, і після цього полювання припиняється.
Білі акули недарма заслужили славу лютого хижака, хоча вони зовсім не є нерозбірливими механічними пожирачами. Полювання, як правило, ділиться на п'ять етапів — виявлення, ідентифікація, наближення, напад і споживання. Шаблони поведінки акул в ході виявлення та ідентифікації жертв були досліджені з використанням приманок. Результати цих експериментів показали, що, коли у білих акул є вибір між квадратним і веретеноподібним об'єктом, що нагадує за формою тюленя, вони вибирали приманку, що виглядала для них природніше. За відсутності вибору вони досліджували будь-яку запропоновану приманку. Деякі вчені вважають, що силуети дайверів і серферів при погляді знизу нагадують ластоногих, що і є причиною більшості нападів білих акул на людей. Тим не менш, той факт, що білі акули атакують неживі об'єкти різних форм, кольорів і розмірів, абсолютно не схожі на морських ссавців, спростовує відому гіпотезу «помилкової ідентифікації». Дослідники припускають, що білі акули часто кусають незнайомі об'єкти, щоб визначити їх їстівність.
На підставі підводних спостережень вчені описали деякі типи підходу акул до жертви. Більшість акул рухалося трохи нижче поверхні води. Підійшовши приблизно на 1 м до наміченої жертви, вони здійснювали напад, відхиливши голову назад і висунувшись з води. Іноді вони здійснюють ривок, частково вистрибнувши з води. У рідкісних випадках білі акули атакують, перевернувшись догори черевом.
Мисливська тактика залежить від виду здобичі. У Сил-Айленду білі акули на великій швидкості нападають на капських морських котиків знизу, хапаючи їх поперек тулуба. Напад відбувається так стрімко, що акули можуть повністю вистрибнути з води. У науковому співтоваристві визнано, що максимальна швидкість в ході такої атаки досягає 40 км/год. З більшою точністю вона поки не встановлена. У разі невдалої атаки акули можуть повторно переслідувати жертву. Напад, як правило, відбувається, коли жертва знаходиться біля поверхні води.
Біля берегів Каліфорнії білі акули позбавляють руху північних морських слонів, сильно кусаючи їх за задню частину тіла, яка у них є основним рушієм, а потім чекають, поки здобич стече кров'ю і помре. Акули застосовують цю тактику особливо під час полювання на дорослих самців, які можуть бути рівними або навіть перевершувати за розміром самого мисливця і є небезпечним супротивником. Атака, як правило, відбувається під водою. Звичайних тюленів білі акули хапають на поверхні води і тягнуть вниз, поки ті не припиняють боротьбу. Каліфорнійських морських левів білі акули хапають посередині тулуба, тягнуть вниз і поїдають.
На дельфінів і морських свиней білі акули нападають знизу, ззаду або зверху, щоб ті не могли засікти їх за допомогою ехолокації. Акули полюють на темних, сірих, горбатих дельфінів, афалін, і білокрилих морських свиней. Близькі зустрічі дельфінів і великих акул часто закінчуються відходом дельфінів геть. Проте в окремих випадках група дельфінів в цілях самозахисту може переслідувати акулу-одинака.
Білі акули полюють на невеликих китоподібних. У серпні 1989 року в центральній Каліфорнії на берег викинувся молодий карликовий кашалот довжиною 1,6 м. На хвостовому стеблі у нього був слід від укусу білої акули. Крім того, білі акули нападають на китів родини дзьоборилових.
Незважаючи на те, що білі акули рідко вступають в сутичку один з одним, цьому виду не чужий канібалізм. Великі особини можуть вести себе агресивно, особливо по відношенню до дрібних. Як повідомляють, біля берегів Стредброук-Айленд, Австралія, білу акулу довжиною 3 метри було майже перекушено навпіл 6-метровою.

### Розмноження
Можливість спостерігати як виношує потомство біла акула — надзвичайно рідкісне явище. Це може бути обумовлено територіальним відокремленням таких самок від місць звичайних скупчень білих акул, а також, можливо, дуже низькою фертильністю і відносно невеликою їх кількістю в один період часу.
До 1991 року про розмноження білих акул майже нічого не було відомо. Кілька звітів про упіймання вагітних самок і виявлення ембріонів були значною мірою сумнівними, недостатньо деталізовані чи надходили з других рук. Починаючи з 1991 року у водах Нової Зеландії, Японії та Австралії були спіймані і досліджені вченими кілька вагітних самок з ембріонами. Ці спіймані за щасливим збігом обставин екземпляри допомогли істотно розширити знання про розмноження білих акул, хоча до цих пір існують великі прогалини.
Ембріони білої акули харчуються яйцями, що продукуються яєчниками матері (оофагія). У ембріонів на проміжній стадії розвитку (довжина 100—110 см) сильно розтягнутий живіт, який наповнений жовтком, в той час як у ембріонів на пізній стадії розвитку (135—151 см) шлунки або порожні, або містять невелику кількість жовтка. Подібну модель розвитку можна спостерігати у атлантичних оселедцевих акул, у яких ембріон споживає найбільшу кількість яєць в середині вагітності. Після цього вироблення яєць припиняється, ембріони отримують поживні речовини, переварюючи жовток, накопичений у них в шлунках, і зберігають енергію у вигляді ліпідів в збільшеній печінці. Поїдання ембріонами один одного (адельфофагія) у білої акули, на відміну від деяких інших ламноподібних, не виявлено. У звичайної піщаної акули (Carcharias taurus), для якої це характерно, в кожному яйцеводі виживає тільки один ембріон, тому при народженні у посліді не більше двох ембріонів. У білих акул максимальний розмір посліду становить не менше 10 акуленят, що робить ембріофагію малоймовірною. Ембріони білої акули не мають зв'язку з організмом матері, таким чином, цей вид розмножується бесплацентарним яйцеживонародженням з оофагією.
У виводку білих акул міститься від 2 до 10 ембріонів, є непідтверджені повідомлення про 14 ембріонів. Середній розмір виводку, ймовірно, 5-10 новонароджених. Довжину при народженні можна оцінити за розмірами найбільшого зі знайдених ембріонів і найменшою довжиною молодої акули, знайденої живою. Найбільший ембріон мав довжину 151 см, а довжина не менше 20 знайдених ембріонів лежала в інтервалі 135—151 см. Найменшими точно виміряними живими білими акулами були три особини довжиною 122 см, спіймані біля узбережжя Північної Америки. Було також спіймано значну кількість білих акул завдовжки від 125 до 140 см. На підставі цих даних довжина при народженні оцінюється в діапазоні 120—150 см.
Вагітні самки, що виношували ембріони довжиною понад 127 см, попадаються з середини зими до літа. Це дає підставу припустити, що пологи відбуваються навесні або влітку. Більшість новонароджених білих акул довжиною менше 155 см також були спіймані в весняно-літній період. Проте, в той же час ловили вагітних самок, які виношують ембріони на ранній стадії розвитку. Є кілька можливих пояснень цих спостережень:
- дані про довжину ембріона та/або дату упіймання були помилковими;
- репродуктивний цикл не має сезонного характеру, тому в один і той же час року зустрічаються самки, що виношують ембріони на різних стадіях розвитку, або
- тривалість вагітності більше, ніж один рік, в результаті чого дві (або більше) когорти ембріонів присутні в популяції в будь-який момент часу.

Друге і третє пояснення здаються більш імовірними, ніж перше.
Ембріони та вагітні або народженні білі акули були зареєстровані біля берегів Нової Зеландії, Австралії, Тайваню, Японії і в Середземному морі. Новонароджені білі акули зустрічаються біля берегів Нової Зеландії, Австралії, Японії, Південної Африки, північно-східній частині Тихого океану, північно-західній частині Атлантичного океану і в Середземному морі. Таким чином, пологи, ймовірно, відбуваються по всьому світу в різних, в основному помірних, водах.
Самки стають статевозрілими при довжині 4-5 м у віці 12-14 років, а самці при довжині 3,5-4,1 у віці 9-10 років. На основі кривої зростання акул тривалість життя оцінюється в 27 років, вважається, що в цьому віці біла акула може досягти довжини 7,6 м.
Парування білих акул досі спостерігалося тільки один раз, навесні. Інші непрямі ознаки можуть бути використані для визначення часу останнього спаровування, в тому числі витікання сперми або сперматофорів з птеригоподій, опухлі сифонні мішки, роздратовані птеригоподіїв і сліди укусів на самках. Подібні ознаки у білих акул частіше спостерігаються у весняно-літній період. Оскільки, імовірно, пологи також припадають на цей час, спарювання може відбуватися незабаром після пологів, і самки можуть виношувати наступний послід без відпочинку між вагітностями. Проте, ця теорія, як і раніше не доведена.

## Охорона
Раритетний вид риб, занесений до Червоного списку МСОП (охоронна категорія: уразливий вид). Стан природних популяцій виду в межах ареалу залишається загрозливим. Тому акула біла занесена також до Бернської конвенції (Додаток ІІ. Види фауни, що підлягають особливій охороні), Боннської конвенції (Додаток І. Види, що перебувають під загрозою зникнення) та Вашингтонської конвенції (CITES) (Додаток ІІ. Види, торгівля якими потребує суворого регулювання).
У 2012 році Генеральна комісія з рибальства в Середземному морі (GFCM) заборонила вилов білої акули та 23 інших видів ластозябрових, зазначених у Додатку II Барселонської конвенції, і зобов'язала їх обережно випускати. Крім того, багато рибальських Європейського Союзу та країн світу мають національне законодавство, спеціально спрямоване на захист білих акул.

## Практичне значення

### У віруваннях
На островах Самоа вважалася посланицею головного божества Мосо. Щоб зберегти від злодіїв хлібні дерева та кокосові пальми мешканці Самоа вирізали з дерева фігурки акули та вішали їх на гілки. Вважалося, що той, хто крав з пальм і дерев, загрожувала неминуча загибель від білої акули при виході у море.
На честь цієї акули мешканці деяких з Соломонових островів споруджували вівтарі, де приносили людські жертви, яких скидали у море. Деякі роди вважали себе нащадками білої акули.